# Harbor Escape
Harbor Escape es un videojuego publicado en 1983 por la empresa Panda para la consola Atari 2600. Se trata de un clon del River Raid de Activision con gráficos modificados. Como todos los juegos de Panda, se vendió bastante mal y ahora es muy difícil de encontrar.

## Trama
Acaba usted de caer sobre un comando en la costa de Rusia para acabar una misión que consiste en destruir a sus enemigos. Como comandante de uno de nuestros más finos submarinos nucleares, su objetivo principal es escapar de los muchos puertos rusos y llegar a su base para reportar su éxito.
Pensando inteligentemente, usted dejó caer tanques de oxígeno en su viaje de ida para que no sea necesario subir a la superficie. Lamentablemente, los rusos le han visto en el radar y ya han despachado submarinos y minas para aniquilarle.

## Puntuaciones
- Minas nucleares: 60 puntos
- Submarinos enemigos: 30 puntos
- Canales bloqueados: 500 puntos